# Samuel Watson (relojoeiro)
Samuel Watson (c. 1635 – c. 1710), foi um relojoeiro (fabricante de relógios) que inventou o repetidor de 5 minutos, e fez o primeiro cronômetro. Ele fez um relógio para o Rei Carlos II e foi um associado de Isaac Newton.

## Invenções
Em 1695, Samuel Watson fez o relógio Physician's Pulse Watch, que foi o primeiro relógio com uma alavanca que parava o ponteiro dos segundos. Em 1710, Samuel Watson inventou o repetidor de 5 minutos.

## Conexão com a realeza
Um de seus relógios astronômicos pode ser visto na biblioteca do Castelo de Windsor. A caixa original desse relógio pode estar na Herbert Art Gallery and Museum.
Em 1686 foi xerife de Coventry, antes de se mudar para Long Acre, Londres, em 1690/91.